# جبهه لنینگراد
جبهه لنینگراد (روسی: Ленинградский фронт) در سال ۱۹۴۱ در طول رویکرد نیروی زمینی آلمان، ورماخت در لنینگراد (سن پترزبورگ کنونی) با تقسیم جبهه شمالی (اتحاد شوروی) به لنینگراد و جبهه کارلی در ۲۷ اوت ۱۹۴۱ شکل گرفت.